# Poisk (Station spatiale internationale)
Pour les articles homonymes, voir Poisk.
Module de l'ISS
Poisk (en russe : По́иск, Poïsk ; en français Recherche), également appelé MRM2, est un module spatial russe de la Station spatiale internationale de petite taille qui dispose d'un port d'amarrage pour les vaisseaux spatiaux et dispose d'un sas pour les sorties extravéhiculaires. Il est entré en service en novembre 2009. Poisk permet également de réaliser des expériences scientifiques à l'intérieur et à l'extérieur du module. C'est le premier module russe ajouté à la station spatiale depuis 2001. Outre sa fonction principale, il est conçu pour permettre des sorties extravéhiculaires
Poisk est également connu sous l'appellation de « Mini module de recherche 2 » (Mini-Research Module  2  (MRM 2) et Малый исследовательский модуль 2, ou МИМ 2). Il s'est appelé initialement module d'accostage 2 (Stykovochniy Otsek 2 (SO-2)). Le changement de nom a pour origine l'ajout de supports extérieurs pour installer des expériences scientifiques.

## Mise en place en  2009

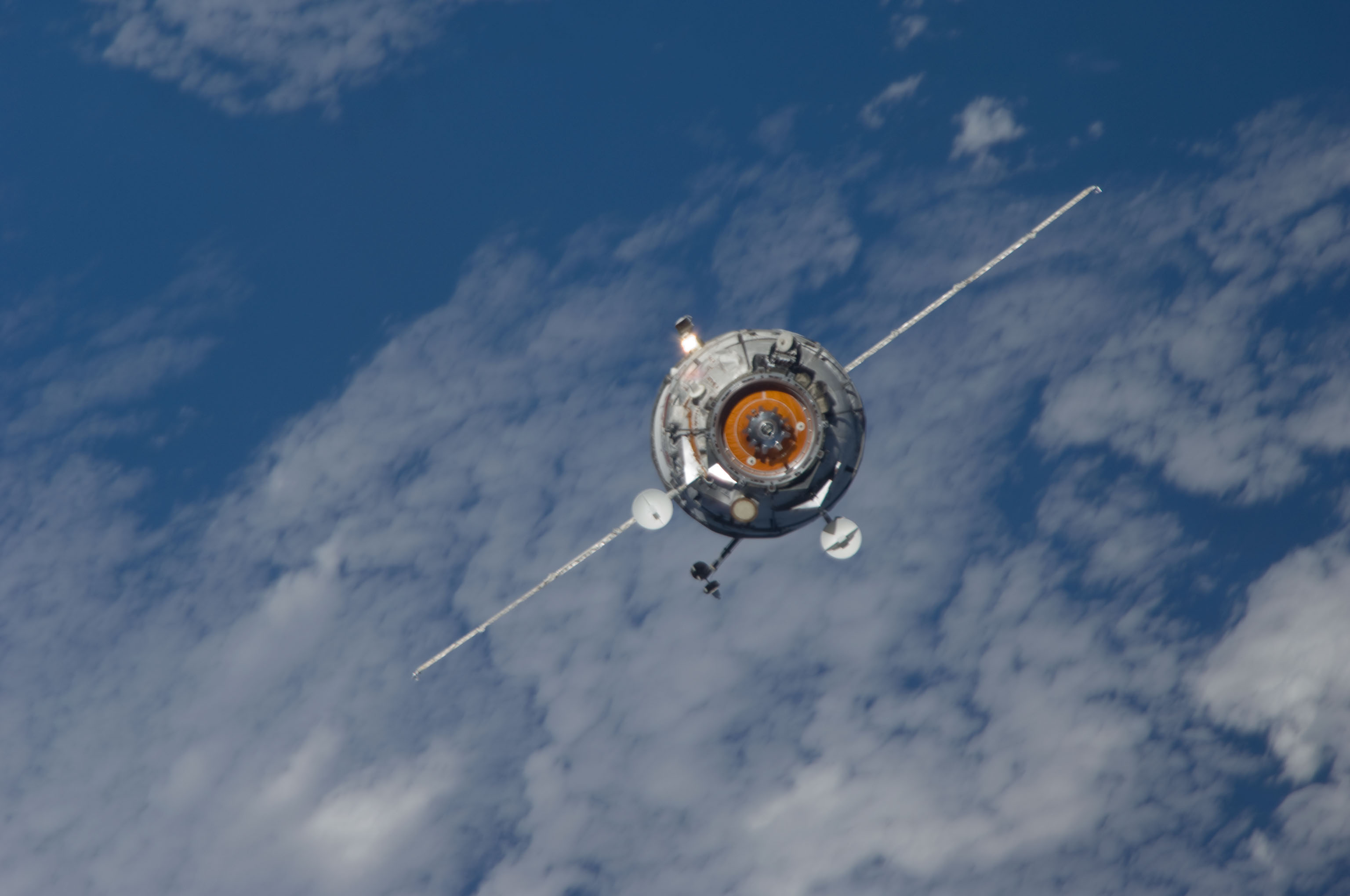
Le module Poisk s'approche de la station spatiale pour s'y amarrer.

Le module Poisk est lancé le 10 novembre 2009 par un lanceur Soyouz-U, accouplé à un vaisseau Progress modifié (le Progress M-MIM2) depuis la base de Baïkonour au Kazakhstan. Selon la NASA Poisk transportait environ 800 kg de fret pour la station spatiale dont des combinaisons spatiales Orlan neuves, de l'équipement pour les installations de support de vie de la station spatiale, des fournitures médicales et des produits d'hygiène. Le 12 novembre Poisk réalise un rendez-vous automatique avec la station spatiale à l'aide de son radar Kours et s'amarre au port situé au zénith du module Zvezda.

## Caractéristiques techniques

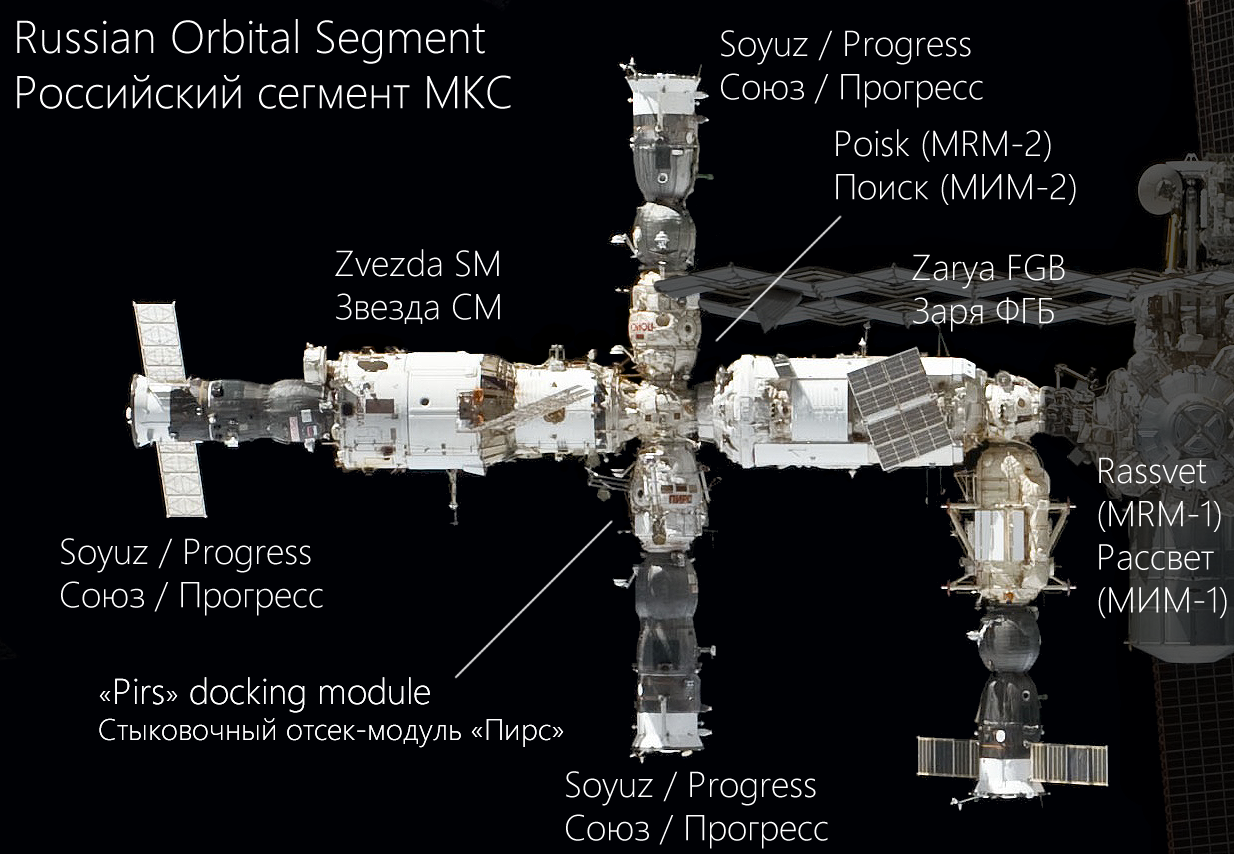
Position de Poisk (MRM-2) sur la partie russe de la station spatiale.

Poisk est construit par RKK Energia qui est par ailleurs l'entreprise qui supervise la construction et l'utilisation opérationnelle de la partie russe de la Station spatiale internationale,.
Poisk est un module de petite taille (4 sur 2,55 mètres) disposant d'une écoutille permettant d'accueillir un vaisseau Soyouz ou Progress et de deux ouvertures latérales de plus grande taille (1 mètre de diamètre) pour les sorties extra-véhiculaires. Il doit être également utilisé comme lieu de stockage. Il comporte des supports externes pour des expériences scientifiques fournies par l'Académie des sciences de Russie avec des interfaces électriques et informatiques. 

## Galerie

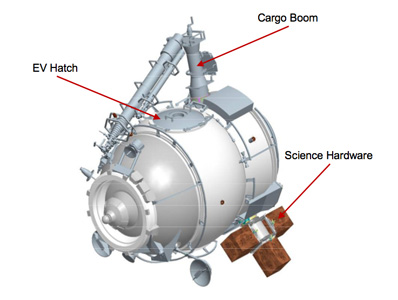
Schéma du module Poisk
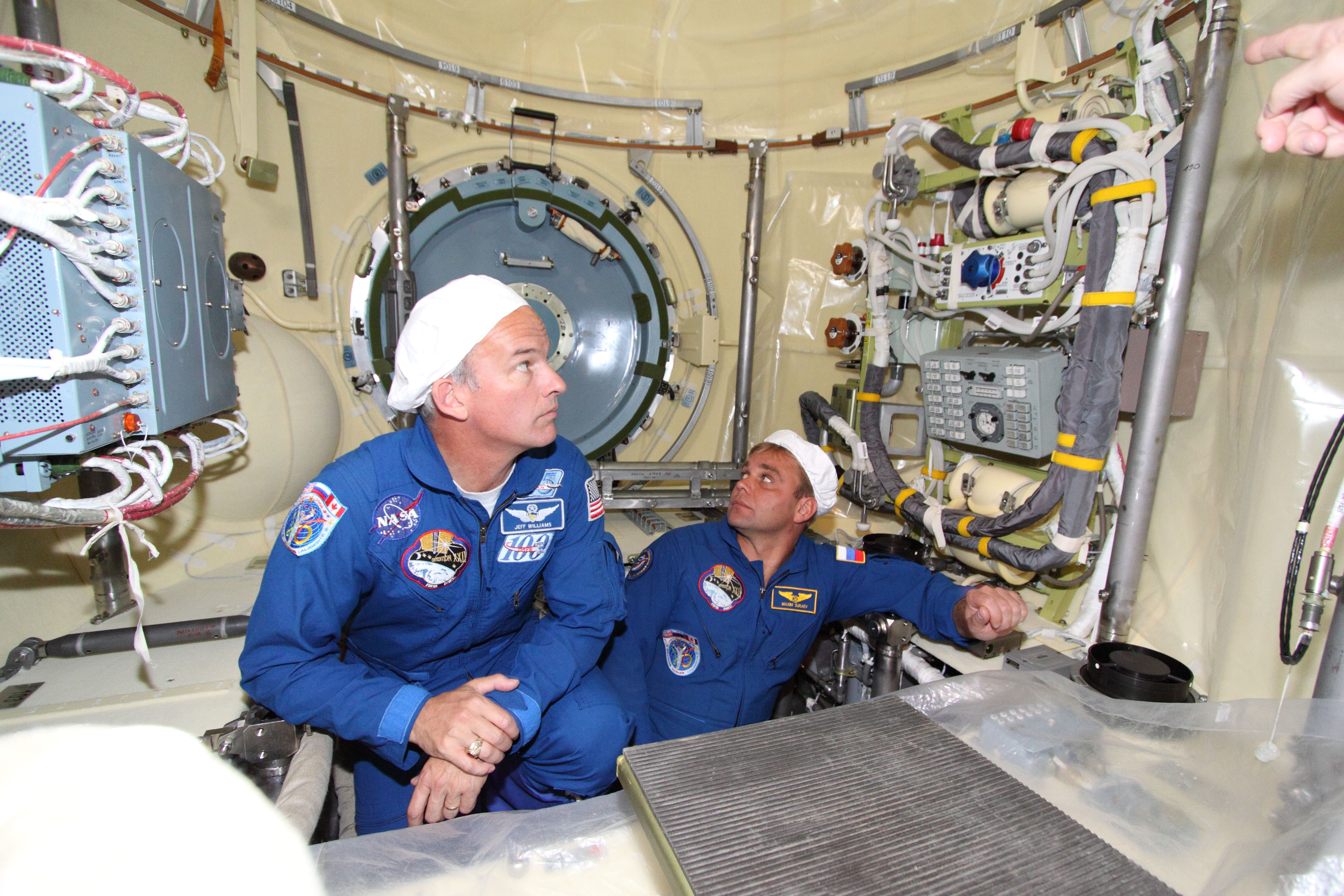
L'astronaute Jeffrey Williams et le cosmonaute Maxime Souraïev inspectent le module  Poisk
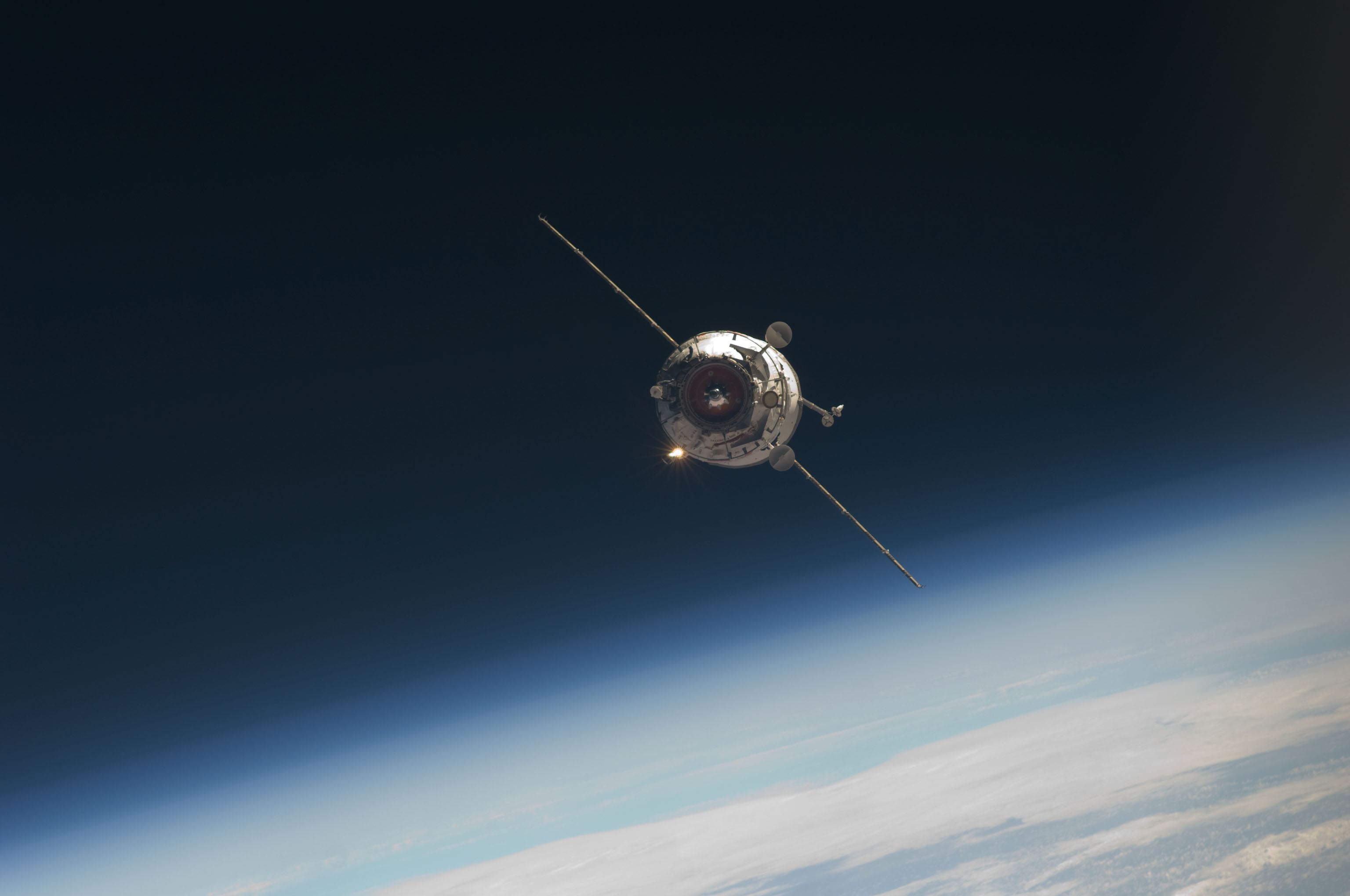
Poisk s'approche de la station spatiale avant de s'y amarrer.
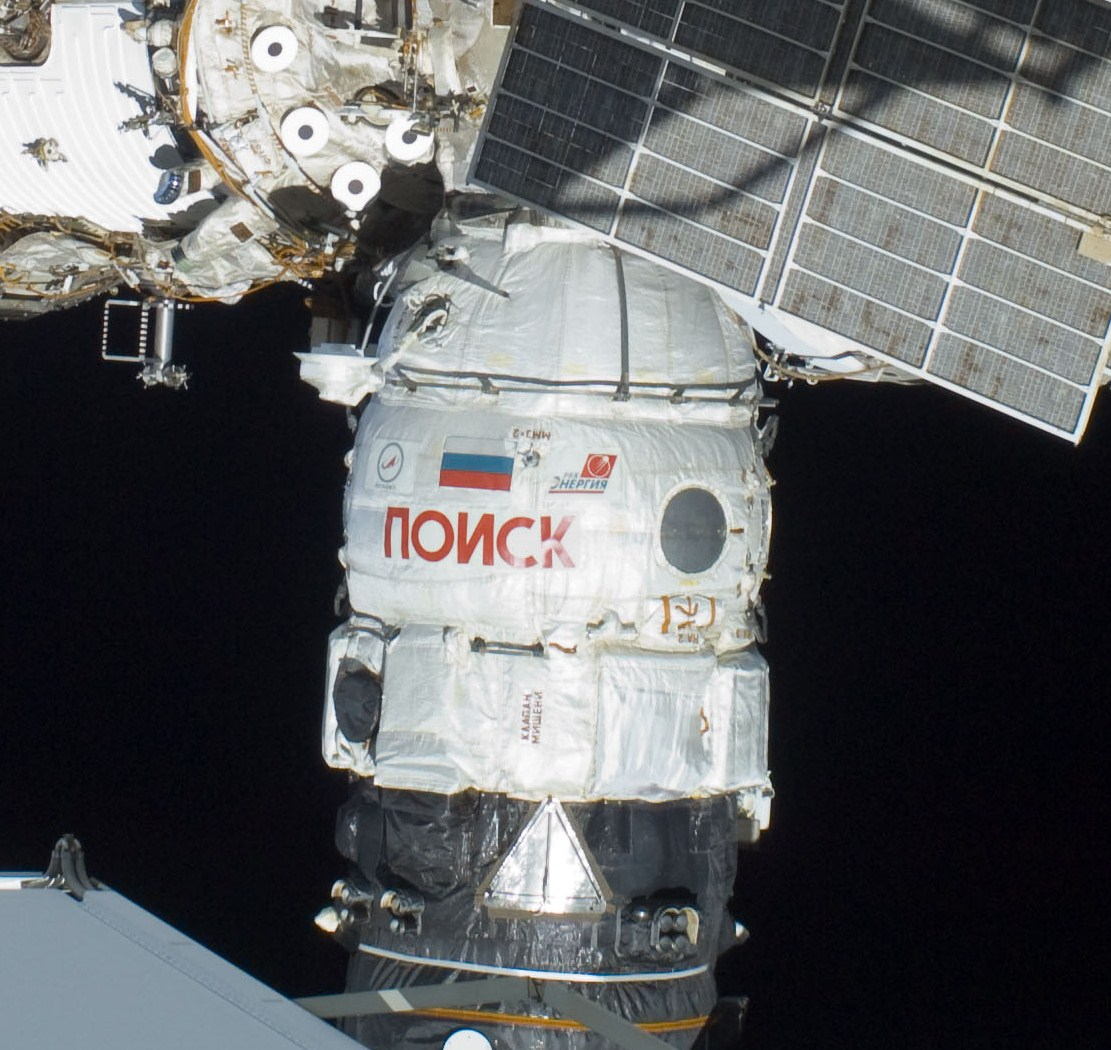
Poisk après son amarrage le 12 novembre 2009.
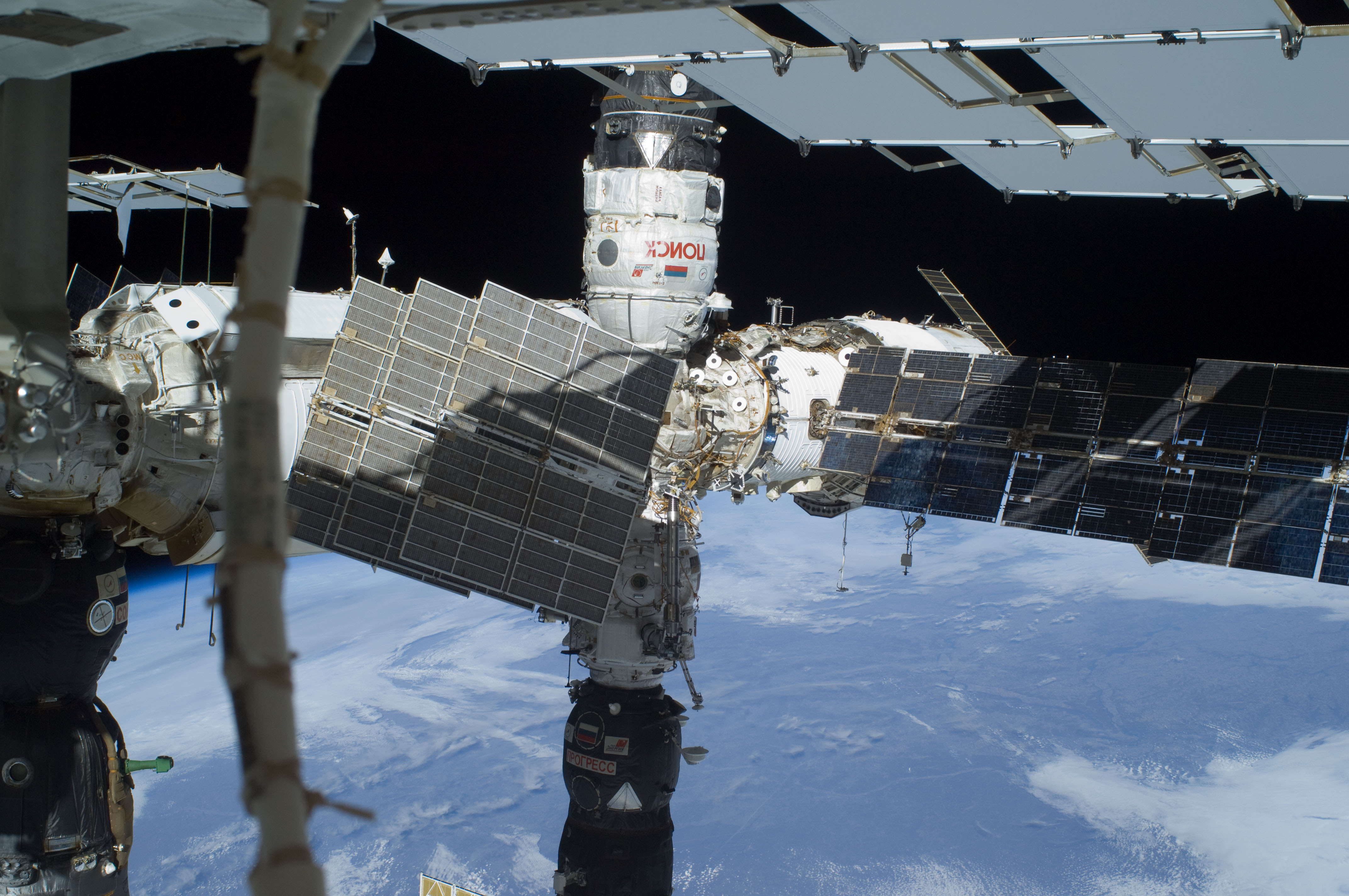
La partie russe de la station spatiale (Poisk en haut au centre) photographié par une astronaute de STS-129 au cours d'une sortie extravéhiculaire.